# Terebratula hoernesi
Espèce
Terebratula hoernesi est une espèce fossile de brachiopodes de la famille des Terebratulidae (en) qui a vécu au Crétacé.

## Systématique
Le nom valide complet (avec auteur) de ce taxon est Terebratula hoernesi Suess, 1886.